# Jean Charles de Saint-Nectaire

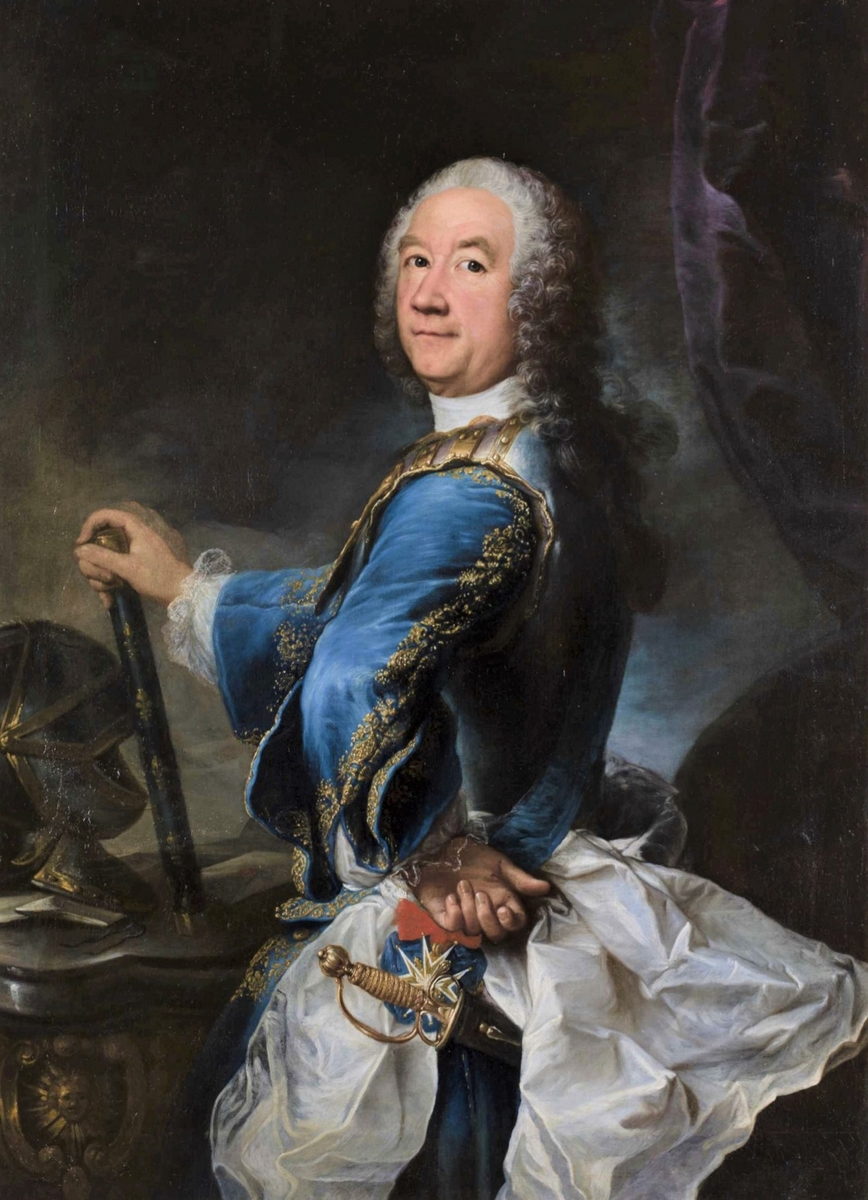
Jean Charles de Saint-Nectaire, Anonym, 18. Jahrhundert

Jean Charles de Saint-Nectaire (* 11. November 1685; † 23. Februar 1771) war ein französischer Adliger, Militär und Diplomat. Der Familienname wird auch Senneterre und Sennecterre geschrieben.
Er war Seigneur, Marquis de Brinon-sur-Sandres et de Pisani, Baron de Didonne et de Saint-Germain-sur-Vienne (Basse-Marche), Seigneur de Brillac etc., und seit 1757 Marschall von Frankreich.

## Leben
Jean Charles de Saint-Nectaire war der Sohn von François de Saint-Nectaire († 1710), genannt le Comte de Senneterre, und Marie de Béchillon.
In seiner militärischen Laufbahn war er 1705 Colonel in einem Infanterieregiment. Am 1. Februar 1719 wurde er zum Brigadier ernannt, am 1. Juli 1731 zum Colonel des Régiment de La Marche, am 20. Februar 1734 zum Maréchal de camp (unter dem Namen le Comte de Senneterre) und am 18. Oktober 1734 Lieutenant-général. Im gleichen Jahr wurde er als Botschafter nach Turin entsandt.
Im Österreichischen Erbfolgekrieg (1740–1748) nahm im April 1744 (jetzt unter dem Namen le Marquis de Senneterre) am Angriff auf die Schanzen von Villefranche und die Festung Mont Alban bei Nizza teil. Am 30. September 1744 wurde er in einem Gefecht um Cosni gegen die Piemonteser verwundet. Am 1. Januar 1745 wurde er zum Ritter im Orden vom Heiligen Geist ernannt, die Aufnahme folgte am 2. Februar 1745. Am 27. September 1745 kämpfte er in der Schlacht am Fluss Tanaro gegen das piemontesische Heer, am 10. August 1746 am Fluss Tidone (heute Provinz Piacenza) um den Übergang über den Po. Im Jahr 1748 nahm er an der Belagerung von Maastricht teil.
1757 wurde er zum Marschall von Frankreich ernannt. 1761 wurde Jean Charles de Saint-Nectaire zum Gouverneur des Pays d’Aunis ernannt, den zugehörigen Eid legte er am 30. April ab.

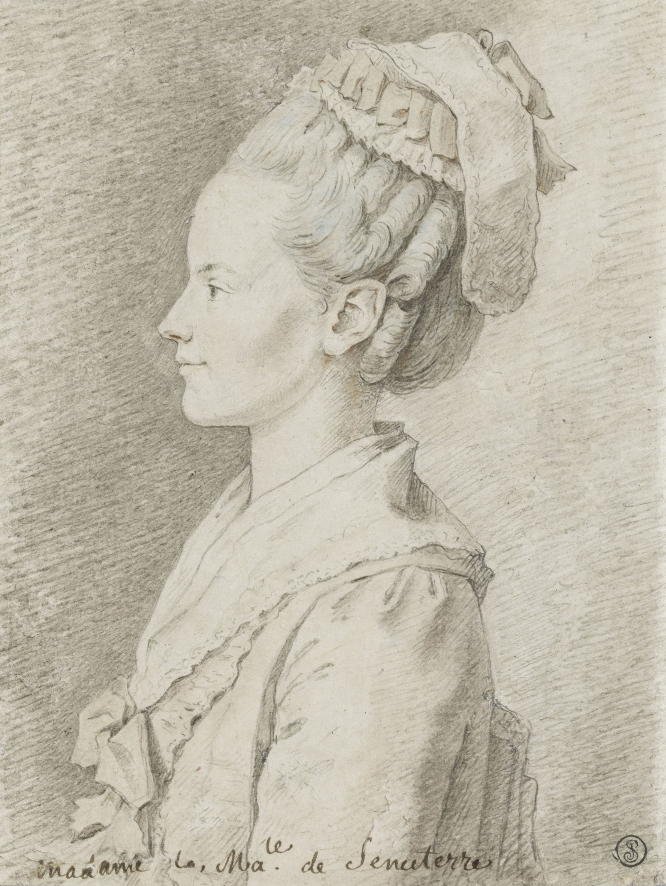
Madame la maréchale de Senneterre

## Ehe und Familie
Am 7. Oktober 1713 heiratete er Marie Marthe de Saint-Pierre († 17. September 1756 in Paris, 75 Jahre alt), Tochter von Henri de Saint-Pierre, Seigneur de Saint-Jullien-sur-Callonge, Vassi, Maillot etc., genannt le Marquis de Saint-Pierre, und Marie Madeleine Boisseret d’Herblay. Ihr einziger Sohn war:
- Henri Charles de Saint-Nectaire (* 3. Juli 1714; † 9. März 1785), genannt le Comte de Senneterre, 21. August 1734 Colonel des Régiment de Senneterre, an den Pocken erblindet; ⚭ 15. April 1738 Marie Louise Victoire de Crussol, Tochter von Philippe Emmanuel de Crussol, Seigneur, Marquis de Saint-Sulpice en Quercy, Baron de Castelnau en Albigeois